# 패강진
패강진(浿江鎭)은 782년(선덕왕 3년)에 신라가 서북면에 설치한 군진(軍鎭) 또는 특수행정구역이다. '패강(浿江, 통일신라의 경우 대동강)'이라는 이름 외에는 위치에 관한 단서가 없어서 여러 이설이 있는데, 주류 학설은 대동강 인근의 황해도 지역으로 추정한다. 평양이라는 이야기도 있으나 이는 추측, 가설에 가까워서 확실하진 않다.

## 종래의 위치및 성격에 대한 학설

### 평산 위치설
종래에 지금의 황해북도 평산군에 비정되어왔는데 딱히 근거는 없다. 무엇보다 패강진이 설치된 시기에 예성강 일대에는 군과 현등의 행정체제가 확립되어 있고 별다른 국방상의 위협요소가 없었으므로 그런 곳에 또다시 군진을 두어야 할 특별한 이유가 없었고 나중에 평산에 진이 설치되기는 했지만 그건 패강진과 별개인 대곡진(大谷鎭)이다.

### 봉산 위치설
그런 탓에 그나마 훨씬 북쪽이고 패강에서도 가까운 봉산일대로 비정하는 설이 나왔다. 이는 삼국사기 지리지 한산주조에서 누락된 서북면 일대의 지역단위로 간주하고자 하는 견해에서 나온 설이다. 일각에서는 "처음에 평산에 있다가 북쪽으로 올라가 봉산으로 옮긴 것이다"라고 양 설을 절충하는 견해도 있다.

### 종래의 패강진의 성격에 대한 통설
평산설이든 봉산설이든 패강진의 위치를 대동강 이남으로 비정한다는 점은 같다. 더구나 이를 발해에 의한 군사적 위협을 상정하고 여기에 대항하기 위한 것으로 파악했다. 패강진은 발해의 남침을 방어하고 다른 지역에 비해 상대적으로 변경지대인 황해도 일대에 대한 군정적(軍政的)인 성격의 기관으로 간주한 것이다.

### 반론
그러나 위치에 대한 반론으로 패강진이 설치된 시점에 이미 황해도 전역에 대한 군,현등의 행정체제가 완비되었으므로 굳이 해당지역에 대한 군사적인 통치기관을 설치할 필요가 있느냐는 반론이 제기되고 있다. 발해에 남침위협에 대한 대응이라는 것도 발해와 신라가 완전히 접경을 이루고 있고 두 나라가 늘 적대적이어서 한쪽이 다른 한쪽을 , 특히 국력이 강력한 발해가 상대적으로 약소국인 신라를 남침할 가능성이 있었다는 통념하에 이루어진 설이다. 그러나 이 또한 당시의 실제정황이나 최근 북한쪽의 고고학적인 조사에 의하면 부정되고 있는데 실제 발해가 한반도에 진출하기 시작한 연대는 760년에 수도를 상경 용천부로 천도하는 시기와 맞물려서 함경남도 북청 일대에 남경 남해부와 산하 3주(州)를 설치하면서부터였고 그나마 한반도 내에서 발해의 영토는 함경도 대부분과 함께 의주(義州)등의 압록강 연안에 한정되어 있었으므로 신라와 발해사이에는 함경도에서를 제외하고 실제로 국경을 접한 곳이 없었고 평안도 일대는 무주지(無主地)였다는 점이다.
그러므로 일단 국경상으로 발해의 남침가능성은 없었다. 실제 기록으로서도 신라와 발해는 전쟁은커녕 가벼운 국경분쟁조차 일으킨 기사가 단 한차례도 없었다. 발해의 남침위협에 대한 근거로 황해도 일대의 군현들에 대한 축성(築城)기사를 들고 있지만 이는 행정체제를 정비하고 치소를 설치하거나 마을및 도시를 건설하기 위한 행정적 차원이지,국방상의 차원은 아니다. 발해의 등주 공격후 당나라의 요청에 의한 북벌도 신라로서는 발해와는 무관한 것으로 당시 두 나라는 국경을 접하고 있지도 않았다. 발해는 주적(主敵)을 당나라로, 신라는 일본으로 삼고 있었다. 흔히 압도적으로 강한 발해가 신라를 압박했다는 것도 발해가 신라의 10배에 가까운 영토를 보유했다는 사실에서 기인한 편견으로 실제로는 오히려 신라가 국력에서 발해에 다소 우위를 점하고 있었고 발해도 이를 경계하고 있었다고 봐야 한다. 발해로서는 주적인 당나라도 사실 버거운 판에 남쪽에 또다른 적을 만들 이유가 없기 때문이다.
서로 적대적이어서 교류가 없었다는 것과는 달리 사실은 동해안 축으로 양국간에 외교, 통상(通商)적인 교류는 활발했었던 것이다.
이런 등의 이유로 패강진이 발해의 남침위협때문에 설치되었다는 통설은 낭설임을 알 수 있다.

## 평양 위치설- 패강진에 대한 새로운 이론
지금의 황해도 지역은 삼국사기 지리지 한주조에서 보듯 전역에 군현이 설치되어 한산주에 소속되어 있었다. 삼국사기등의 기록들을 검토하면 한산주와 패강진은 별개의 행정구역으로 간주되어 있는 듯한 인상을 주고 있다. 가령 삼국사기 신라본기 헌덕왕 14년 조에는 김헌창의 난때 김헌창 군(軍)에 항복한 주와 항전중인 주를 구분해 열거하면서 한산주와 별도로 패강을 언급하고 있다. 인물에 대한 출신에 대해서도 한산과 패강을 별도로 언급하고 있다. 즉 패강진은 거의 준주(準州)로 취급된 모양이다.
삼국사기 지리지는 패강진이 설치되기 이전인 경덕왕대를 기준으로 명시되어 있으므로 그 이후의 패강진이나 그 영역은 나오지 않는다. 아직 패강진의 영역은 신라의 공식 영토는 아니었던 모양이다. 그런 이유로 패강진의 영역은 한산주 밖의 지역에서 찿아야 한다. 전술한 바와 같이 평안도 일대는 무주지에 속했다. 발해는 지금의 의주를 중심으로 압록강 연안만을 영유했을 따름이기 때문이다.
신라는 경덕왕대까지 14개 군현을 설치하는 것으로 대한 행정체제를 수립하고 개척하여 황해도 일대를 완전히 영토화하였다. 이후 신라는 거의 주인이 없는 평안도 일대, 특히 옛 고구려의 수도였던 평양 일대로 진출을 추진했다.
신라로서는 고구려의 수도였던 평양 일대를 영유해야할 당위성이 있었다. 고구려의 마지막 왕이었던 안승이 신라로 귀순했고 그 후에 고구려 유민의 대다수가 신라로 건너왔으므로 고구려에 대한 정통성도 자신들에게 있다고 본 것이었다. 고구려의 패망이후 평양과 그 일대에는 몇몇 말갈족과 고구려 유민들이 살고 있었고 나당 전쟁시에 신라가 고구려의 부흥운동을 후원한 예가 있으므로 평양 일대의 고구려인들로서는 신라가 차라리 반가웠을 것이었다. 거기에 신라는 자국의 지배하에 넘어온 고구려인들을 공민화하고 여러 혜택을 주는 조치들을 취했으므로 더욱 그러했다.
패강 유역은 당나라의 군사적인 압력으로 명목상 영토로 삼기는 했지만 실제로 행정권을 주장하지는 못하고 있었는데 735년 성덕왕 34년에 패강 일대의 신라의 영유권을 당나라기 인정하는 것으로 당나라가 대 동방진출 정책을 사실상 폐기했으므로 신라는 대동강 이북의 지역으로의 진출을 고려할 수가 있게 된 것이다. 그 직후 신라는 몇몇 관리들을 보내 평양지역을 정찰하도록 하여 이후 지속적으로 평양 일대를 관찰하며 관리했고 혜공왕 대에 개척단을 파견하는 것으로 본격적인 영토화를 개시했다. 평양일대로의 대량 이주는 혜공왕 다음의 선덕왕 3년에 선덕왕이 한산주 일대를 돌며 평양으로의 이주를 독려하는 것으로 계속 이어졌고 이렇게 새로 개척된 평양 일대를 다스리기 위한 기관을 설치한 것이 바로 패강진이었던 것이다.

## 패강진전
패강진전(浿江鎭典)은 평양일대를 통치하는 패강진을 관리하는 행정관청이다. 초기에 새로운 개척지를 관리하기 위한 전초 군사기지로 시작된 패강진은 평양 일대가 점차 안정화되어감에 따라 행정기구로 변화되어갔고 그럼에도 패강진이 신라의 북변지역을 관할하는 특수행정구인 관계로 군진으로서의 성격도 같이 갖고 있었다. 패강진전의 수령은 각 주(州)의 총독인 도독(都督)과 같은 급으로 도호(都護)라고도 불리는 6~9관등의 두상대감(頭上大監) 1명과 10~13관등의 두상제감(頭上弟監) 1명씩이 있는데 각 민정과 군정을 맡아 주관하되 두상대감이 총괄하는 형태이다. 두상대감은 김암의 경우에서 보듯 패강진 일대의 농업진흥의 임무도 같이 맡고 있었다. 평양 일대는 평야지대이기 때문에 그 일대의 개간은 자영농민으로 정착한 주민들의 생활안정과 함께 새로운 세금수취의 원천이 되어서 신라조정의 재정을 든든하게 해 줬고 이는 신라왕권의 강화에 도움이 되었다. 민정을 주관하는 두상대감 밑으로 6~13관등의 대감(大監) 7명과 8~12관등의 보감(步監) 1명이 두상대감을 보좌한다. 7명의 대감은 패강진 산하 7개 행정단위의 지방관으로 파견되었다.
군사를 주관하는 두상제감은 패강진 내의 치안유지와 개척사업, 인근 말갈족들에 대한 회유와 단속을 맡고 있었다. 두상제감의 밑으로는 11관등의 제감(弟監) 1명과 12~17관등의 소감(小監) 6명이 보좌한다.

## 패강진의 관할범위와 신라의 북방한계선
평양에 치소를 둔 패강진의 영역에 대한 기록은 전무하지만 후의 기록으로 대충 추정할 수 있다. 패강진의 행정범위는 지금껏 대동강~원산으로만 알려졌던 신라의 최대 북방한계선의 기준점이 된다. 후삼국 시대에 예성강 연안의 패서 일대가 궁예에 투항하자 평양성주 검용(黔用)이 같이 투항했는데 그 지역까지 합쳐 13개 진을 설치했다고 한다. 정약용은 아방강역고에서 이 13개진의 위치를 패수와 살수사이의 지역이라고 적고 있다.
독립운동가이자 역사학자로 단국대학교 초대 학장인 장도빈(張道斌)은 "신라사연구의 개요"에서 안주읍지(安州邑誌)를 근거로 평안남도 안주일대까지가 신라의 영역이라고 하였다.

## 패강진의 이후
신라말기가 되자 신라의 행정체제가 무너지면서 후진 변경지역인 패강진은 방치되고 말았다. 신라장군 검용을 중심으로 독자적으로 운영되고는 있지만 신라의 다른 지역과는 달리 강력한 호족세력이 형성되지 못해 인근 말갈족들의 침입을 허용하고 말았고 패강진과 그 중심인 평양은 황폐화되고 말았다. 궁예의 후고구려가 패서일대를 중심으로 나라를 세우자 검용은 여기에 바로 투항했고 이에 궁예는 평양을 포함해 13개 진을 설치했다. 고려가 들어섰을 때 평양은 중요시 되어 서경(西京)으로 격상되었고 고려시대에 세번에 걸쳐 서경으로의 천도가 시도되었다. 조선시대에 안주와 함께 평안도의 중심도시가 되어 지금의 평양직할시가 되었다.

## 같이 보기
- 당성진
- 청해진
- 혈구진

## 참고 문헌
- 조이옥-통일신라의 북방진출연구(8세기를 중심으로)